# Fergusonia zeylanica
Fergusonia zeylanica är en måreväxtart som beskrevs av Joseph Dalton Hooker. Fergusonia zeylanica ingår i släktet Fergusonia och familjen måreväxter. Inga underarter finns listade i Catalogue of Life.